# Ibérico
Ibérico ist ein spanischer halbfester Schnittkäse und wird in der zentralen Hochebene der Iberischen Halbinsel industriell hergestellt. Durch die Herstellung aus drei verschiedenen Milcharten (Ziegen-, Schafs- und Kuhmilch) erhält dieser Käse einen einzigartigen Geschmack, welcher ihn auszeichnet. Da er keinen Ursprungsschutz hat, darf er in ganz Spanien hergestellt werden.

## Merkmale
Der Ibérico ist ein zylindrischer Käse mit einem Durchmesser von 20 cm und einer Höhe von 15 cm. Das Gewicht liegt zwischen 3 und 4 kg. Der Käse wird mit einer Paraffin- bzw. einer Kunststoffschicht überzogen, um ein Austrocknen zu vermeiden. Die Farbe der Rinde zeigt übrigens den Reifestatus des Käses an. Eine weiße oder hellgelbe Rinde markiert stets einen jungen Käse, der 25 bis 30 Tage gereift wurde, eine schwarze Rinde deutet auf einen halbreifen, 50 bis 60 Tage alten Ibérico hin. Ein 3 Monate alter Ibérico hat eine braune und ein vollreifer Käse (6 Monate) trägt eine dunkelbraune Rinde.

## Herstellung
Der Ibérico ist Spaniens bekanntester Mischkäse. Er wird aus pasteurisierter Kuh-, Ziegen- und Schafsmilch hergestellt. Jede der 3 Milchsorten muss beim Ibérico mit einem Anteil zwischen 25 und 40 % beteiligt sein. Die Milchmischung wird mit Lab geronnen, der Bruch wird geformt und ist mindestens 25 Tage gereift.

## Aroma
Junger sowie halbgereifter Ibérico hat ein frisches, zartwürziges Aroma. Mit zunehmender Reife wird der Käse im Geschmack kräftiger und pikanter. Sein Fettgehalt beträgt 45 % Fett i. Tr.

## Verwendung
Der Ibérico ist der am meisten verwendete Alltagskäse in Spanien. Er wird zum Überbacken und Verfeinern von warmen Gerichten eingesetzt. Er wird auch zu Brot und Wein gegessen.